# Anorthoa angustipennis
Anorthoa angustipennis är en fjärilsart som beskrevs av Shōnen Matsumura 1926. Arten ingår i släktet Anorthoa och familjen nattflyn, Noctuidae. Inga underarter finns listade i Catalogue of Life.